# کارل میشائیل فوگلر
کارل میشائیل فوگلر (آلمانی: Karl Michael Vogler؛ ‏ ۲۸ اوت ۱۹۲۸ – ۹ ژوئن ۲۰۰۹) یک هنرپیشه اهل آلمان بود. 
از فیلم‌هایی که وی در آن نقش داشته است، می‌توان به چگونه جنگ را بردم، پاتون، مردان پرابهت در طیاره‌های پرسرعت، مخمصه، هملت، قهرمان اسکی، قصر لذت و میهائیل، سگ سیرک اشاره کرد.